# Brousse (Creuse)
Brousse ist eine Gemeinde in Frankreich. Sie gehört zur Region Nouvelle-Aquitaine, zum Département Creuse, zum Arrondissement Aubusson und zum Kanton Auzances. Sie grenzt im Norden an Le Compas, im Osten an Les Mars und Châtelard, im Süden an Lioux-les-Monges und im Westen an Sermur.

## Bevölkerungsentwicklung
| Jahr      | 1962 | 1968 | 1975 | 1982 | 1990 | 1999 | 2012 |
| --------- | ---- | ---- | ---- | ---- | ---- | ---- | ---- |
| Einwohner | 59   | 47   | 39   | 39   | 32   | 36   | 24   |

## Sehenswürdigkeiten
- Kirche Saint-Pierre